# Cupuladria elegans
Cupuladria elegans is een mosdiertjessoort uit de familie van de Cupuladriidae. Het is een holocene-soort uit het zeegebied van de Spratly-eilanden. De wetenschappelijke naam van de soort is voor het eerst geldig gepubliceerd in 1991 door Lu.